# Oktoekhos
L'oktoekhos o octoecos o és un sistema d'escriptura musical compost per 8 modes, provinents de la pràctica del cant litúrgic grec. Aquest sistema també estructura els modes del cant gregorià.

## Etimologia
Οκτω (okto) = Vuit; Ηχος (Ikhos) = To o tensió.
Similarment al gregorià, la música romana d'Orient consta de quatre modes autèntics i quatre col·laterals (plagals).
Protos: primer, défteros: segon, tritos: tercer, tétartos: quart, plagios tu protu: cinquè, plagios tu defteru: sisè, baris: setè, plagios tu tétartu: vuitè.

## Organització
S'organitza en tres famílies o gèneres: 
* Diatònic: primer, quart, cinquè i vuitè.
* Cromàtic: segon i sisè.
* Enharmònic: tercer i setè.
Les escales de la música romana d'Orient són el resultat teòric des de la pràctica musical. Les melodies romanes d'Orient són grups de girs típics des dels quals es pot extreure una escala: notes bases i intervàl·lica.
La teoria reconeix una escala natural que coincideix bastant de prop amb l'escala natural major occidental (o mode jònic).

## Nom dels sons
Els sons de l'escala natural romana d'Orient tenen el seu origen en l'alfabet grec: α, β, γ, δ, ε, ζ, η a les quals se'ls va afegir una altra lletra per completar una síl·laba consonàntic-vocàlica 
πα, Βου, Γα, Δι, Κε, Ζω, Νη, πα.
És a dir partint d'Alfa: 
pA, Bu, Ga, Di, kE, Zo, nI, pA.
Aquesta escala correspon a l'escala de Re natural 
Si es busca una correspondència a l'escala major natural jònia, les notes corresponents a Do, re, mi, ... serien respectivament: nI, pA, Bu, ...
Noteu que, igual que els romans, els quals van basar la seva primera escala a natural a «La», partint amb la lletra A de l'alfabet llatí-encara usat a Europa i en la clau llatina-, els romans d'Orient van considerar l'escala primigènia partint de « RE «. Ambdues escales corresponen al mode menor amb el sisè grau bemolitzat segons sigui el cas.

### Exemples
- El mode vuitè, es pot cantar de dues formes:
  - De Do a Do ', amb una alteració d'un 1/4 de to bemoll per a les notes mi i Si.
  - Transportant l'escala anterior a fa major, sense alteracions de quart de to (només amb Sib). Aquesta última és igual a el mode jonio o escala major occidental.

- El mode primer va de Re a Re 'i porta un 1/4 de to bemoll en el segon grau, és a dir en el mi. En realitat no equival a el mode dorio, ja que l'estructura dels intervals queda de 3/4 de to entre Re i Mi i entre Mi i Fa.

Fins on l'autor d'aquestes línies ha investigat no existiria una relació exacta pel que fa a la seva estructura intervàl·lica interna entre els 8 modes gregorians, amb els romans d'Orient ni amb els antics modes grecs. Excepte en la seva organització externa (4 autèntics i 4 plagales).

## Signes i notació
- El so inicial
- El canvi de so
- El ritme
- L'embelliment

## Velocitats de les melodies
Les melodies romanes d'Orient s'agrupen en tres velocitats que es caracteritzen per la relació text-música: 
- Hirmològiques: Melodies ràpides 120-180 pulsacions per minut, a cada nota correspon un a síl·laba del text, i per això, equivalen a les melodies sil·làbiques del gregorià.
- Stijiràriques: Melodies de velocitat moderada 60-80 pulsacions per minut i les síl·labes poden cobrir un gir melòdic d'algunes notes. Equivalen a les melodies pneumàtiques del gregorià
- Papàdiques: Melodies lentes 40-50 pulsacions per minut i cada síl·laba pot reposar sobre un grup extens de notes, equival a les melodies melismàtiques del gregorià.

## Nota
1. ↑  «okt´oekhos». Gran Enciclopèdia de la Música.  Grup Enciclopèdia Catalana. [Consulta: 3 abril 2021].
2. ↑  Estrada i Gamissans, G «El gregorià, cant propi de la litúrgia romana» (PDF). A quatre veus, 20, 2004. Arxivat de l'original el 5 d’agost 2016 [Consulta: 24 abril 2020].